# Herrgårdsost
Herrgårdsost er en svensk rundpipet hårdost af emmentalertypen, i sin milde variant lagret to til fire måneder. Varemærket Herrgård ejes af brancheorganisationen Svensk Mjölk, men osten produceres på licens af Arla, Norrmejerier og Skånemejerier.